# Sturmia oceanica
Sturmia oceanica là một loài ruồi trong họ Tachinidae.